# Palazzina di caccia di Stupinigi
Palazzina di caccia di Stupinigi – rezydencja myśliwska w Stupinigi należąca do króla Sycylii i Sardynii Wiktora Amadeusza II. 

## Historia
Autorem jest Filippo Juvara. Rezydencja powstała w latach 1729-1733.

## Architektura
Plan zamku rozwinięty jest wzdłuż osi symetrii. Centralnym punktem zamku jest ośmiobok, który łączy cztery skrzydła tworzące krzyż św. Andrzeja. Całość inspirowana była projektem zamku Malgrange w Lotaryngii. W samym środku pałacu znajduje się owalny salon, pełniący rolę sali balowej o wysokości całego pałacu. Z salonu wychodzi się na ciąg połączonych dziedzińców, które były charakterystyczne dla włoskiej architektury barokowej. W środku pałacu znajduje się siedemnaście galerii, które prowadzą do 137 salonów i komnat. Na elewacji, która zakończona jest balustradą, znajdują się trzy poziomy  okien poprzedzielanych pilastrami. O tym, że budowla ma charakter rezydencji myśliwskiej, przypomina stojący na kopule jeleń z brązu.

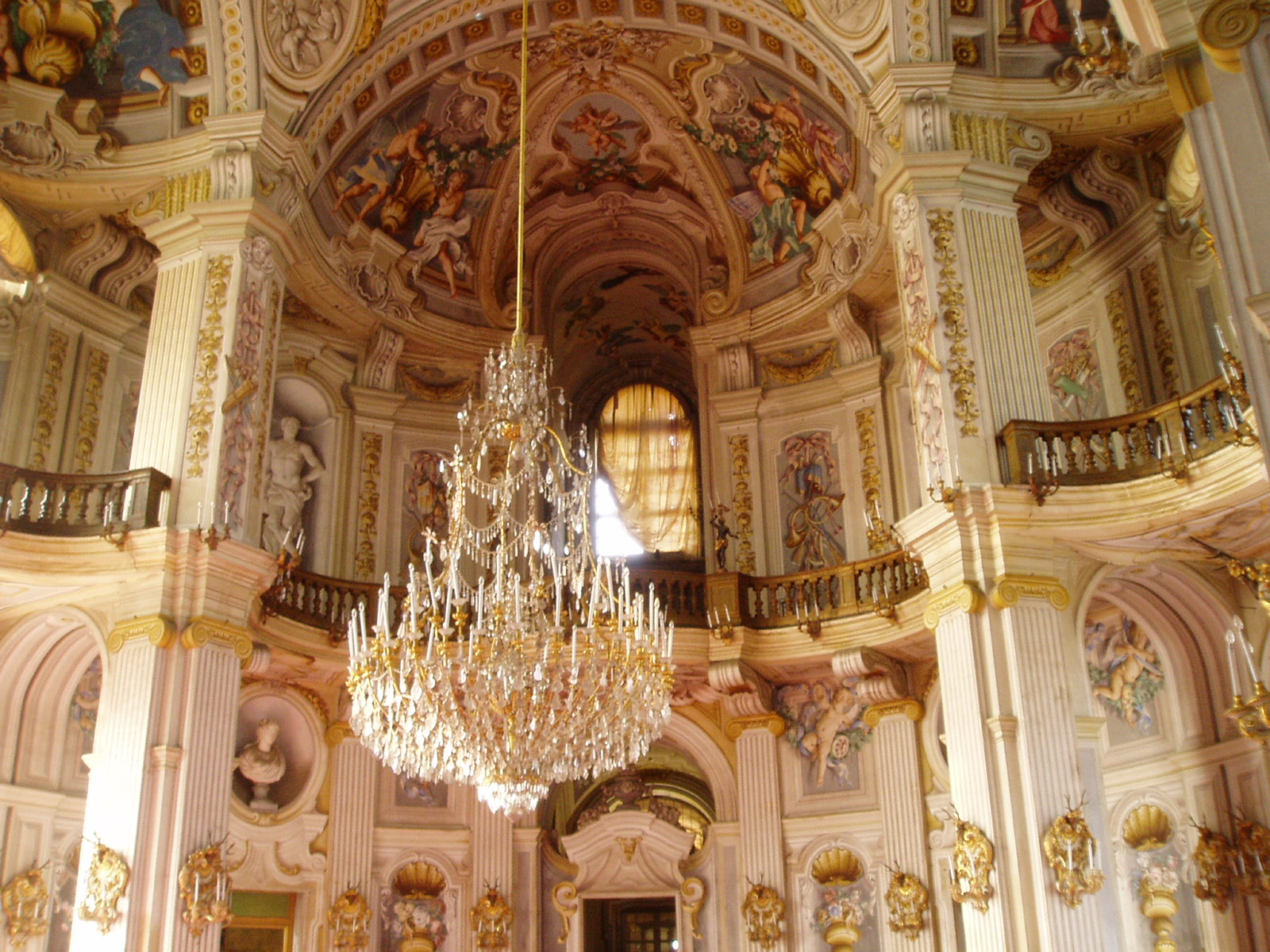
Centralny salon w pałacu
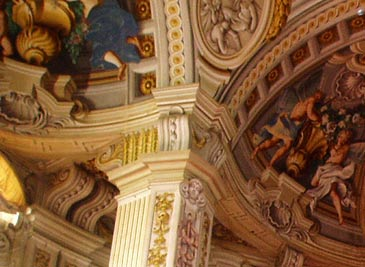
Wnętrze środkowego salonu ozdobionego freskami Giuseppe i Domenico Valeriani (1732)
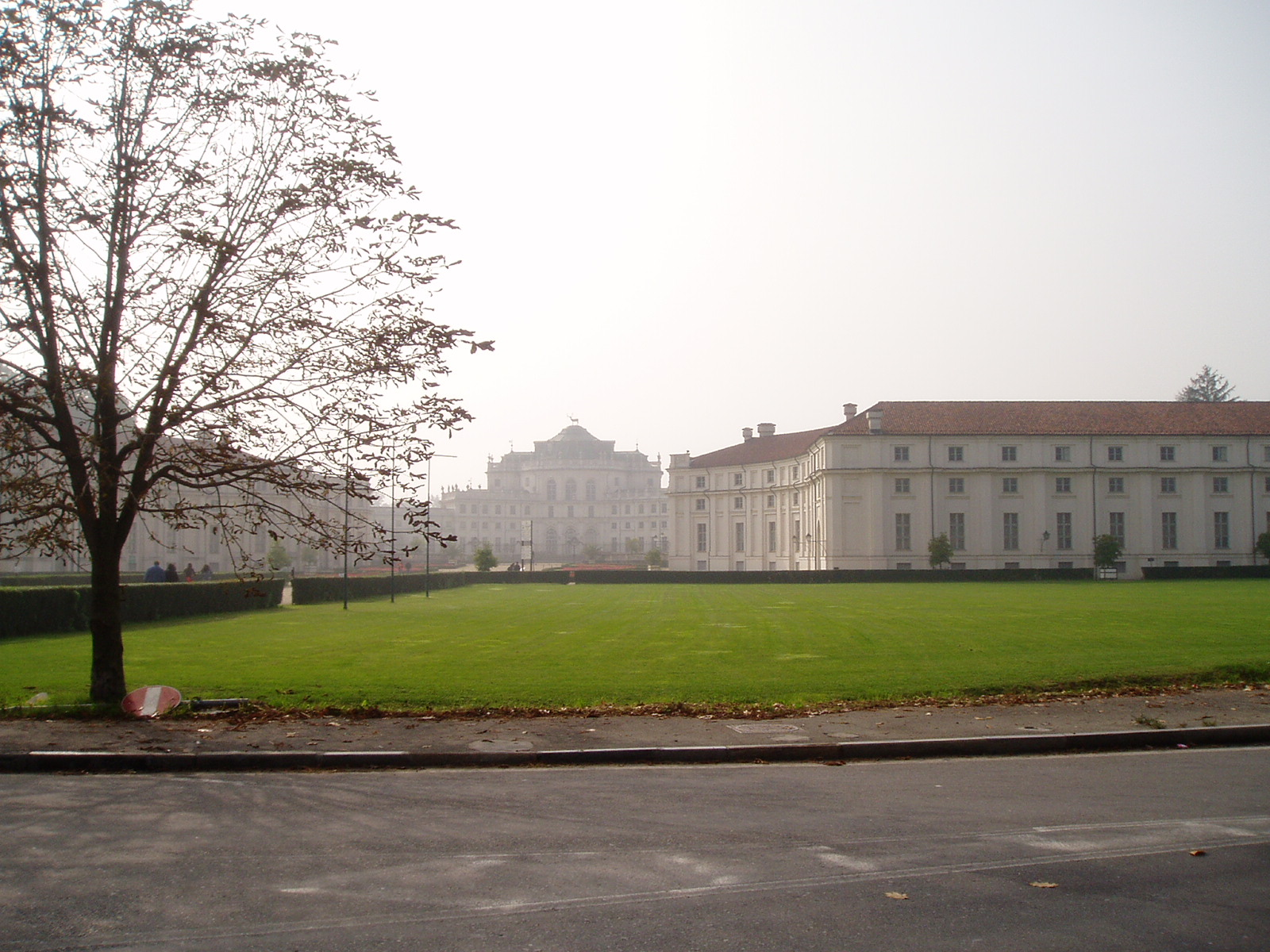
Widok na pałac z parku